# Muuratsalo
Muuratsalo je otok u jezeru Päijänne u Finskoj. Sjeverni dio otoka pripada općini Jyväskylä, a južni općini Muurame. Nalazi se 14 km južno od centra grada Jyväskylä i 5 km istočno od Muurame. U Muuratsalu živi 800 stanovnika. Na otoku se nalazi eksperimentalna kuća Muuratsalo Alvara Aalta. Elissa i Alvar Aalto otkrili su mjesto za ovaj dragulj arhitekture dok se gradska vijećnica Säynätsalo gradila na susjednom otoku.

## Povijest
Muuratsalo se spominje 1782. godine kao Murame Salo. Prvotno je bio dio župe Jämsä, od 1861. dio Korpilahtija, a od 1921. dio Muuramea. Säynätsalo je postao zasebna općina od Muuramea 1924., ali je Muuratsalo u potpunosti pripadao Muurameu do 1935., kada je sjeverni dio dodijeljen Säynätsalu. Sjeverni dio Muuratsala pripada Jyväskylä od 1993. kada je općina Säynätsalo pripojena Jyväskylä.

## Vanjske poveznice
|  | Zajednički poslužitelj ima još gradiva o temi Muuratsalo |